# Rolls-Royce 40 mm
El Rolls-Royce 40 mm fue un cañón automático británico, que se empleó principalmente como armamento antiaéreo a bordo de lanchas torpederas durante la Segunda Guerra Mundial.

## Historia y desarrollo
El proyecto del Rolls-Royce 40 mm se propuso a fines de 1938, para producir un cañón que pueda instalarse a bordo de aviones y cause suficiente daño para derribar un bombardero pesado. También se tomó en cuenta que sea un arma adecuada para destruir tanques desde el aire.
El cañón fue diseñado por el ingeniero italiano Spirito Mario Viale en Littleover, Derby. Fue probado en un pequeño polígono de tiro en Sinfin, cerca de la fábrica de Derby, sin las habituales precauciones del caso, como banderas rojas. Las pruebas posteriores se llevaron a cabo en el polígono de tiro del Ejército de Manobrier con un cañón montado sobre un camión Morris 30 cwt (que por azar impactó un avión objetivo al cuarto disparo) y a bordo de un navío de la Royal Navy cerca de la isla Whale.
Se produjeron versiones experimentales del cañón, algunas alimentadas con cargador y otras con cinta. Estas versiones fueron probadas a bordo de un Bristol Beaufighter y un Hawker Hurricane, aunque nunca fueron empleadas en combate. El continuo desarrollo del cañón para eliminar defectos se detuvo en 1943, cuando el Ministerio del Aire perdió interés en el cañón automático y empezó a concentrarse en el cohete RP-3 como su arma aérea antitanque.
Aunque el Rolls-Royce 40 mm nunca fue empleado a bordo de aviones, la caída de Francia en 1940 dejó a la Royal Navy con escasas piezas de artillería para que sus lanchas patrulleras puedan enfrentarse a las lanchas torpederas alemanas Schnellboot. El Almirantazgo se interesó en el desarrollo del cañón de 40 mm como un arma que pudiese poner fuera de combate a una Schnellboot. Las primeras pruebas de mar del cañón se llevaron a cabo exitosamente en septiembre de 1940 y entró en servicio en 1941 después de haberle eliminado algunos defectos. El Rolls-Royce 40 mm fue principalmente desplegado a bordo de lanchas cañoneras, que combatieron en aguas territoriales británicas y en el Mediterráneo, donde fue empleado principalmente como cañón antiaéreo. Más de 600 Rolls-Royce 40 mm fueron producidos bajo subcontrato por la British United Shoe Machinery (BUSM) en Leicester, porque Lord Beaverbrook (entonces Ministro de Producción de Aviones) le prohibió a la Rolls-Royce que desperdicie materias primas en estos.